# Nocna zmjana
Nocna zmjana – pierwszy album Jana-Rapowanie i producenta muzycznego Nocnego. Album został wydany 25 maja 2018 nakładem wytwórni muzycznej SB Mafijja Label.
Na płycie gościnnie udzielili się: Gedz, Smolasty, Białas, Szpaku.

## Lista utworów
Lista na podstawie Spotify:
1. „Głos''
2. „Tańczę''
3. „Motyl''
4. „Stare czasy (uff)''
5. „Spacer'' (gościnnie: Gedz)
6. „Miało się nie udać''
7. „Damy radę'' (gościnnie: Smolasty)
8. „W szoku'' (gościnnie: Białas)
9. „Niech to usłyszą'' (gościnnie: Szpaku)
10. „NOCNA ZMjANA''